# 30-а гренадирска СС дивизия
30-а гренадирска СС дивизия (руска №2) (на немски: 30. Waffen-Grenadier-Division der SS (russische Nr. 2)) е пехотна дивизия от Вафен-СС, сформирана до голяма степен от белоруски, руски и украински персонал от охранителна бригада „Зиглинг“ през август 1944 г. във Варшава в Генералното губернаторство. До средата на август 1944 г. дивизията е прехвърлена в югоизточна Франция за борба с френската съпротива. Бойната ефективността на дивизията е лоша. Два батальона се разбунтуват, убиват германските офицери и се присъединяват към съпротивата. Други части от дивизията преминават швейцарската граница и са интернирани. Впоследствие част от личния състав на дивизията е прехвърлен в Руската освободителна армия, а останалите са използвани за сформиране на гренадирска СС бригада (белоруска №1) през януари 1945 г. На 9 март 1945 г. тя преименувана на 30-а гренадирска СС дивизия (белоруска №1) (на немски: Waffen-Grenadier-Division der SS (weissruthenische Nr. 1)), а през април е окончателно разформирована.

## Формиране и първоначална организация
На 31 юли 1944 г. са издадени заповеди за формиране на дивизия от персонала на охранителна бригада „Зиглинг“, който е организиран в четири пехотни полка (номерирани от 1 до 4). Първоначалната организация на дивизията включва артилерийски, кавалерийски и учебен батальон. По това време пълното име на дивизията е 30-a гренадирска СС дивизия (руска №2).
В края на август 1944 г. съставът на дивизията се наброява 11 600 души като по-голямата част са от Беларус. Ръководният състав на дивизията е предимно германски.
В средата на август 1944 г. дивизията е преместена в североизточна Франция в района на Белфор и Мюлуз. До октомври организацията на дивизията е променена на три пехотни полка от по три батальона, мотоциклетен (разузнавателен) батальон, артилерийски батальон и полеви резервен батальон. Артилерийският батальон се състои от две батареи от пленени 122-mm съветски артилерийски оръдия.

## Бунт и дезертьорство
Елементи от дивизията пристигат във Везул на 20 август 1944 г. и са натоварени с отбраната на прохода Белфорт, най-вече от операции провеждани от сили на френската съпротива. Същия ден други елементи на дивизията заемат района около лагер Валдахон, на около тридесет километра югоизточно от Безансон.
На 27 август 1944 г. под ръководството на майор Лев (Леон) Хлоба, украински батальон от дивизията във Везул застрелва германския ръководен състав и дезертира към френската съпротива в гората Конракур. Те наброяват 818 души, 45-mm противотанкови оръдия, 82-mm и 50-mm миномети, 21 тежки картечници, както и големи количества стрелково оръжие и малокалибрени боеприпаси. Същият ден близо до лагер Валдахон дезертират над сто мъже с въоръжение от един противотанков пистолет, осем тежки картечници, четири минохвъргачки, леко стрелково оръжие и боеприпаси. Впоследствие дезертьорите са включени в състава на френската съпротива като 1-ви и 2-ри украински батальон, а много от тях по-късно са обединени в 13-а демибригада на чуждестранния легион, подчинена на 1-ва свободна френска дивизия.
На 29 август 1944 г. първи и трети батальон от 4-ти полк на дивизията дезертират и преминават границата с Швейцария.
На 2 септември две роти от кавалерийския батальон на дивизията са обкръжени и унищожени при изненадваща атака край Мелин от украинците, които дезертират при гората Конракур.
Последвалото разследване на тези събития от германските власти довежда до това, че около 2300 мъже в дивизията са считани за „ненадеждни“. За наказание те са прехвърлени в два строителни окопни полка подчинени на командващия транспорта в Карлсруе, което оставя около 5500 души в дивизията. В допълнение тя е поставена в резерв от група армии „Г“ и е разглеждана от висшето германско ръководство в Елзас като ненадеждна формация.
На 24 октомври 1944 г. дивизията е реорганизирана в три полка, номерирани от 75 до 77, всеки с по два пехотни батальона. Тази организация се съгласува със заповедите за формиране на дивизията, издадени през август 1944 г. от главното оперативно управление на СС. Поради претърпени загуби 77-и полк е разформирован на 2 ноември.

## Битка
Успехът на френския пробив при прохода Белфорт, започнал на 13 ноември 1944 г., създава криза в германската отбрана от Белфорт до Мюлуз. Защитаващите германски формации са под тежък натиск от френското настъпление и на 30-а СС дивизия е наредено да проведе контраатака срещу френските войски при Сепоа. На 19 ноември настъплението на дивизията достига на около миля северно от Сепоа, но е задържано и отблъснато от френските контраатаки. След това дивизията преминава в отбрана в района на Алткирх.
Германската обстановка в Долен Елзас се превръща в това, което ще стане известно като Колмарски джоб. 30-а СС дивизия остава част от германската фронтова линия на север от Хюнинге и на запад от река Рейн. В края на декември 1944 г. дивизията е изтеглена от фронта и е разположена в тренировъчната зона Графенвер дълбоко в Германия.

## Разформироване и второ формиране
Заповед за разпускане на дивизията е издадена на 1 януари 1945 г. Дивизията пристига в Графенвер на 11 януари. Руският персонал е прехвърлен в 600-тна пехотна дивизия, принадлежаща към Руската освободителна армия.
На 15 януари 1945 г. неруският личен състав от дивизията е организиран в гренадирска СС бригада (белоруска №1), която има само един пехотен полк (75-и) с три батальона, артилерийски и кавалерийски батальон. Бригадата е преименувана на 30-а гренадирска СС дивизия (белоруска №1) на 9 март 1945 г., но в състава и има само един пехотен полк. През април 1945 г. дивизията е разформирована, като германските кадри са прехвърлени в 25-а и 38-а СС гренадирска дивизия Нибелунген.

## Военни престъпления
На 27 септември 1944 г. войници от дивизията, заедно с неуточнена италианска част, убиват 39 цивилни в Етобон, Франция. Убийствата са извършени като отмъщение за подкрепата, оказана от селяните на френските партизани. Допълнително 27 души са отведени от селото в Германия, от тях седем са застреляни десет дни по-късно.

## Командири
- Оберщурмбанфюрер Ханс Зиглинг – 8 август 1944 – 31 декември 1944 г.[1]
- Оберщурмбанфюрер Ханс Зиглинг – 9 март 1945 – април 1945 г.[1]